# 水沢渓
水沢 渓（みずさわ けい、本名・坂本 遵 さかもと じゅん、1935年〈昭和10年〉 - 2009年〈平成21年〉6月4日）は、日本の経済評論家・作家・出版社代表取締役。

## 経歴
北海道函館市生まれ。早稲田大学第一政治経済学部政治学科卒業。山一證券入社。山一證券従業員労働組合執行委員を経て、社会福祉法人函館共愛会病院事務長となる。同会退会後、経済評論家・作家に転身。1989年、小説『巨大証券の犯罪』(健友館)がベストセラーとなる。
以後、経済小説やノンフィクション、医療問題、官僚腐敗、酒や食品に関する著書を多く手がける。
その傍ら東京都中野区野方にあった出版社健友館の代表取締役兼編集長となり、自身の著書のほかは主に医学専門書やアマチュア作家の自費出版作品を多く扱ったが、2004年6月、負債1億7000万円を抱えて倒産した。
2009年6月4日、膵臓癌のため都内の自宅で死去。享年73。

## 著書
- 『巨大証券の犯罪』(健友館)
- 『トヨタ絶望セールス』(三一書房)
- 『平成大不況の研究』(三一書房)
- 『戦後兜町事件史』(三一書房)
- 『うまい名酒逸品の店100件』(徳間書店)
- 『マフィア経済の生態』(東洋経済新報社)
- 『兜町に滅びの歌が聞こえる』(ごま書房)
- 『薬害はなぜ隠されたのか』(三一書房)
- 『三一書房にみる日本の黒い霧』(船瀬俊介との共著 健友館)
- 『冤罪の構図―キャリアの仕組む罠』(健友館)
- 『やっぱりあぶない個人向け国債―プロが教える「お金」の常識・非常識』(三五館)
- 『やっぱりあぶない投資信託―あなたの「虎の子」の増やし方・使い方』(三五館)